# Scrophularia regelii
Scrophularia regelii är en flenörtsväxtart som beskrevs av Ivanina. Scrophularia regelii ingår i släktet flenörter, och familjen flenörtsväxter. Inga underarter finns listade i Catalogue of Life.